# Peter Kooij
Peter Kooij (in het Engels en Frans vaak Kooy gespeld) (Soest, 1954) is een Nederlandse zanger (bariton) gespecialiseerd in barokmuziek volgens de authentieke uitvoeringspraktijk.

## Biografie
Peter Kooij begon zijn muzikale carrière op zesjarige leeftijd als jongenssopraan. Zijn muzikale studie begon hij als violist aan het Utrechts Conservatorium, waarna hij zang is gaan studeren aan het Sweelinck Conservatorium bij Max van Egmond, waar hij ook zijn solisten diploma behaalde.
Zijn internationale carrière begon in 1981 bij Collegium Vocale Gent en La Chapelle Royale onder leiding van Philippe Herreweghe, waarmee hij voornamelijk werken van Johann Sebastian Bach interpreteerde evenals Henry Du Mont, Marc-Antoine Charpentier, Jean-Baptiste Lully, Heinrich Schütz en Jean Gilles.
Het tweede deel van zijn carrière bestond uit de integrale opnames van de cantates van Bach met het Bach Collegium Japan, onder leiding van Masaaki Suzuki.
Van 1991 tot 2000 was Peter Kooij ook actief als docent zang aan het Conservatorium van Amsterdam.
In 2002 richtte hij samen met Monika Frimmer, Christa Bonhoff en Dantes Diwiak het kwartet Tanto Canto op dat zelden opgevoerde stukken a capella maar ook met begeleiding van piano of ensemble uitvoert. In 2005 nam het kwartet het Augsburger Tafel-Confect van de componisten Valentin Rathgeber en Johann Caspar Seyfert onder leiding van Jürgen Sonnentheil.
In 2016 wint hij de Bachmedaille van de stad Leipzig.
Kooij is als docent verbonden aan de Tokyo University of Fine Arts and Music (sinds 2000), het Koninklijk Conservatorium in Den Haag (sinds 2005) en de Hochschule für Künste in Bremen (sinds 2013). Verder geeft hij regelmatig masterclasses in Duitsland, Frankrijk, Portugal, Spanje, België, Finland en Japan.

## Bijzondere uitvoeringen
Enkele van zijn meest markante uitvoeringen komen uit de bas-arias van J.S. Bach:
- Aria Mein teurer Heiland (Johannes Passion BWV 245)
- Aria Großer Herr, o starker König (Weihnachts-Oratorium BWV 248)
- Aria Wohlzutun und mitzuteilen (Brich dem Hungrigen dein Brot, BWV 39)
- Aria Herr, so du willt (Herr, wie du willt, so schicks mit mir, BWV 73)
- Aria Quia fecit mihi magna (Magnificat BWV 243)

Een andere noemenswaardige uitvoering is die van Jean Gilles' Requiem met La Chapelle Royale (Agnès Mellon, Howard Crook, Hervé Lamy, Peter Kooy).

## Opnamen

### Met Philippe Herreweghe
- 1981 : Motets pour la Chapelle du roy, Henri Dumont (Chapelle Royale)
- 1985 : Motet Pour l'Offertoire de la Messe Rouge H.434 et Miserere H.219, Marc-Antoine Charpentier (Chapelle Royale)
- 1985 : Grands Motets, Jean-Baptiste Lully (Chapelle Royale)
- 1985 : Matthäus-Passion BWV 244, Johann Sebastian Bach (Chapelle Royale, Collegium Vocale)
- 1987 : Musikalische Exequien, Heinrich Schütz (Chapelle Royale)
- 1988 : Johannes Passion BWV 245, Johann Sebastian Bach (Collegium Vocale, Orchestre de la Chapelle Royale)
- 1988: Requiem (version 1893), Gabriel Fauré (Chapelle Royale, Ensemble Musique Oblique)
- 1989 : Weihnachts-Oratorium BWV 248, Johann Sebastian Bach (Collegium Vocale)
- 1989 : Les Lamentations de Jérémie, Roland de Lassus (Ensemble Vocal Européen de la Chapelle Royale)
- 1990 : Cantata Am Abend aber desselbigen Sabbats, BWV 42, Johann Sebastian Bach (Chapelle Royale, Collegium Vocale)
- 1990 : Magnificat BWV 243, Johann Sebastian Bach (Chapelle Royale, Collegium Vocale)
- 1990 : Missae BWV 234 & 235, Johann Sebastian Bach (Collegium Vocale)
- 1991 : Cantatas for bass BWV 56, 82 & 128, Johann Sebastian Bach (Chapelle Royale)
- 1990 : Requiem, Jean Gilles (Chapelle Royale)
- 1991 : Missa, Johann Sebastian Bach (Collegium Vocale)
- 1992 : Cantatas BWV 131, 73 et 105, Johann Sebastian Bach (Collegium Vocale)
- 1992 : Missa Viri Galilei, Palestrina (Ensemble Vocal Européen de la Chapelle Royale)
- 1993 : Cantatas BWV 39, 93 et 107, Johann Sebastian Bach (Collegium Vocale)
- 1996 : Geistliche Chormusik, Heinrich Schütz (Collegium Vocale)

### Met Ton Koopman
- 1992 : Motets à double Choeur H.403, H.404, H.135, H.136, H.137, H.392, H.410, H.167 by Marc-Antoine Charpentier (The Amsterdam Baroque Orchestra). 2 CD Erato.

### Met Masaaki Suzuki
- 1995-2008 : Bach's complete cantatas (Bach Collegium Japan)

### Solo
- Auf dem Wasser zu singen - Water in songs by Franz Schubert, with Leo van Doeselaar, fortepiano. BIS-CD-1089, 1999/2000
- Mein Herz ist bereit - German Solo cantatas for bass, violin and b. c. from the 17th century. - Bruhns Mein Herz ist bereit, Buxtehude, Tunder, Pachelbel, Rosenmüller, J. P. Krieger, Biber Nisi Dominus CordArte Ensemble, Pan Classics PC10211 2005
- De profundis clamavi – Weckmann, Biber, J. C. Bach, Bruhns, Schmelzer, Geist, Buns. Armonia Sonora, Ramée 2007
- Harmonia Sacrae – Tunder An Wasserflüssen Babylon, Meder Gott hilf mir; Ach Herr, strafe mich nicht mit deinem Zorn, Christoph Weckmann Lamentatio Wie liegt die Stadt so wüste, Christoph Bernhard Sie haben meinen Herrn hinweggenommen, Buns Obstupescite Peter Kooij, Hana Blažíkova, L'Armonia Sonora, dir. Mieneke van der Velden, Ramée. 2009